# Awesome Truth
Awesome Truth foi uma dupla de luta livre profissional americana composta por The Miz e R-Truth. Eles trabalham para a WWE na marca Raw e foram por uma ocasião Campeões Mundiais de Duplas. Sua jornada inicial começou em 2011, com os dois lutadores atuando como vilões, antes de se reunirem como personagens heróicos em 2024.

## História

### Formação e dissolução antecipada (2011–2012)
No episódio do Raw de 22 de agosto, Miz e Truth atacaram Santino Marella antes de sua luta e então fizeram uma promo criticando Triple H por não usá-los corretamente. Na semana seguinte, Truth interferiu na luta de The Miz e os dois atacaram CM Punk. No episódio de 5 de setembro do Raw, Miz e Truth, agora conhecidos coletivamente como "Awesome Truth", desafiaram Air Boom (Evan Bourne e Kofi Kingston) para uma luta pelo Campeonato de Duplas da WWE no Night of Champions, mas foram desqualificados após Miz agrediu um árbitro durante a partida. Miz e Truth foram posteriormente demitidos por Triple H na noite seguinte no Raw.
No Hell in a Cell, Awesome Truth atacaram Alberto Del Rio, CM Punk, John Cena e árbitros após o término da luta pelo Campeonato da WWE. Depois disso, todo o elenco da WWE saiu para encontrar um caminho para a cela antes que os policiais conseguissem abrir a porta e prendê-los. No episódio de 10 de outubro do Raw, Awesome Truth foram reintegrado por John Laurinaitis. No Vengeance, Awesome Truth derrotou Punk e Triple H em uma luta de duplas, devido à interferência de Kevin Nash. Mais tarde naquela mesma noite, eles atacaram Cena durante sua luta pelo Campeonato da WWE com Del Rio, custando-lhe a luta e provocando uma rivalidade com Cena no processo. No episódio do Raw de 24 de outubro, Awesome Truth atacaram Zack Ryder nos bastidores pouco antes de Ryder se juntar a Cena. Como resultado, Laurinaitis anunciou uma luta de duplas para o Survivor Series, mas permitiu que Cena escolhesse seu próprio parceiro, que acabou escolhendo The Rock. No pay-per-view de 20 de novembro, Awesome Truth foram derrotados por Cena e Rock no evento principal. Na noite seguinte no Raw, Cena instigou uma discussão entre R-Truth e Miz, o que levou à dissolução da equipe quando Miz atacou R-Truth com um Skull Crushing Finale no palco. Após o evento, Killings foi suspenso por 30 dias por violar a Política de Bem-Estar.
No episódio do Raw de 26 de dezembro, Truth voltou a atacar Miz depois que este perdeu para Cena por contagem, virando a cara de Truth no processo. Isto foi seguido por ataques de ida e volta contra os dois ao longo de janeiro. Miz e Truth se cruzaram na partida Royal Rumble de 2012, com Miz entrando em #1 e Truth entrando em #3, mas Truth foi eliminado por Miz, que duraria 45:39 antes de ser eliminado por Big Show. Tanto Miz quanto Truth lutaram pelo Campeonato da WWE contra CM Punk, Chris Jericho, Dolph Ziggler e Kofi Kingston no Elimination Chamber, mas nenhum deles conseguiu vencer. Os dois posteriormente estiveram em equipes opostas na WrestleMania 28, com Truth se juntando à equipe de Theodore Long enquanto Miz se juntou à equipe de Laurinaitis em uma luta de duplas de 12 homens para determinar o Gerente Geral do Raw e do SmackDown, na qual Laurinaitis venceria quando Miz derrotou Zack Ryder.

### Reuniões não oficiais (2013, 2019)
Em 21 de setembro de 2013, Miz e R-Truth enfrentaram The Shield (Roman Reigns e Seth Rollins) pelo Campeonato de Duplas da WWE em um show caseiro. Eles venceram a partida por desqualificação, mas não ganharam o campeonato, pois os títulos não mudam de mãos por desqualificação.
No início de 2019, The Miz se envolveram em uma rivalidade com Shane McMahon e os aliados deste último, Drew McIntyre e Elias. Miz e R-Truth se uniram no episódio de 18 de junho de 2019 do SmackDown em uma derrota contra McIntyre e Elias.

### Reunião como favorito dos fãs (2024–presente)
Em novembro de 2023, R-Truth se envolveu em um enredo com The Judgment Day (um grupo composto por Damian Priest, Rhea Ripley, Finn Bálor, "Dirty" Dominik Mysterio e JD McDonagh), do qual Truth se considerava um membro do grupo, mas isso terminou quando todo o estábulo atacou Truth no ringue no episódio do Raw de 11 de dezembro. No episódio especial Day 1 do Raw, Miz apresentou um segmento no TV Miz no ringue com The Judgment Day, mas eles se recusaram a aparecer. Em vez disso, Truth apareceu e falou em nome do grupo. Posteriormente, o grupo confrontou Truth sobre sua ilusão antes de Miz defender Truth. Miz e Truth posteriormente derrotaram Dominik Mysterio e JD McDonagh do The Judgment Day em sua primeira partida como equipe desde 2019. Nas semanas seguintes, Miz continuaria tentando convencer Truth de que ele não era membro do The Judgment Day, apesar dos protestos de Truth. No Royal Rumble em 27 de janeiro de 2024, Miz e Truth participaram da luta Royal Rumble masculina, onde se uniram brevemente e realizaram sua dança Awesome Truth, antes de serem eliminados por Gunther e Damian Priest, respectivamente. No episódio seguinte do Raw, Truth foi atacado pelo The Judgment Day depois que eles declararam oficialmente que ele não era membro do grupo, e Miz tentou salvá-lo, mas ambos foram derrotados pela stable.
No episódio do Raw de 18 de março, Miz e Truth derrotaram Indus Sher (Veer e Sanga) para se qualificarem para a luta six-pack de escada pelo Campeonato Indiscutível de Duplas da WWE na WrestleMania XL. Na primeira noite da WrestleMania XL em 6 de abril, Truth subiu a escada e recuperou o Campeonato de Duplas do Raw para ganhar os títulos, dando a Truth sua primeira vitória na WrestleMania. No episódio de 15 de abril do Raw, o Campeonato de Duplas do Raw foi renomeado para Campeonato Mundial de Duplas e a equipe foi presenteada com novos cinturões de campeonato pelo diretor de conteúdo da WWE, Paul "Triple H" Levesque, e pelo gerente geral do Raw Adam Pearce. No episódio do Raw de 22 de abril, Miz e Truth defenderam com sucesso seus títulos em sua primeira defesa de título contra #DIY (Johnny Gargano e Tommaso Ciampa). No episódio do Raw de 29 de abril, Miz e Truth derrotaram Alpha Academy (Otis e Akira Tozawa) para manter seus títulos.

## Campeonatos e conquistas
- Pro Wrestling Illustrated
  - The Miz ficou em primeiro lugar entre os 500 melhores lutadores individuais no PWI 500 em 2011.[25]
  - R-Truth ficou em 51º lugar entre os 500 melhores lutadores individuais no PWI 500 em 2011.[25]
- WWE
  - Campeonato Mundial de Duplas[a] (1 vez)